# XII legislatura del Parlamento de Cataluña
La duodécima legislatura del Parlamento de Cataluña se inició el miércoles 17 de enero de 2018. Durante la sesión constitutiva de la cámara tuvo lugar la elección de Roger Torrent como presidente, así como la del resto de la Mesa del Parlamento. La última sesión del Parlament en la legislatura tuvo lugar el 18 de diciembre de 2020.

## Sesión constitutiva de la legislatura
El miércoles 17 de enero de 2018 los 135 diputados elegidos en las elecciones celebradas el 21 de diciembre de 2017 constituyeron el Parlamento de Cataluña.
El día 17 de enero de 2018, los diputados electos de JxCAT, Joaquim Forn y Jordi Sànchez Picanyol, y el de ERC, Oriol Junqueras, se encontraban en prisión provisional, mientras que los diputados electos de JxCAT, Carles Puigdemont, Clara Ponsatí y Lluís Puig y ERC, Toni Comín y Meritxell Serret, se encontraban en Bélgica. La Mesa de edad del Parlamento de Cataluña permitió que Forn, Sànchez y Junqueras delegasen su voto desde prisión en el Pleno de constitución del Parlamento de Cataluña.
Los siete miembros de la Mesa del Parlamento de Cataluña elegidos por el Pleno fueron: Roger Torrent (ERC) como presidente, Josep Costa de (JxCAT) como vicepresidente primero, José María Espejo-Saavedra (Cs) como vicepresidente segundo, Eusebi Campdepadrós (JxCAT) como secretario primero, David Pérez Ibáñez (PSC) como secretario segundo, Joan García (Cs) como secretario tercero y Alba Vergés (ERC) como secretaria cuarta.

## Grupos parlamentarios
| Nombre | Nombre                         | Componentes            | Portavoz                         | Presidente       | Total |
| ------ | ------------------------------ | ---------------------- | -------------------------------- | ---------------- | ----- |
|        | Ciutadans                      | Ciutadans              | Lorena Roldán                    | Carlos Carrizosa | 36    |
|        | Junts per Catalunya            | JxCAT: 19 PDeCAT: 15   | Eduard Pujol                     | Albert Batet     | 34    |
|        | Republicà                      | ERC-CatSí: 30 DC: 2    | Anna Caula                       | Sergi Sabrià     | 32    |
|        | Socialista i Units per Avançar | PSC: 16 Units: 1       | Eva Granados                     | Miquel Iceta     | 17    |
|        | Catalunya en Comú Podem        | CatComú: 4 Podem: 4    | Susanna Segovia                  | Jéssica Albiach  | 8     |
|        | Mixto                          | SP CUP-CC: 4 SP PPC: 4 | Carles Riera Alejandro Fernández | —                | 8     |

## Votaciones de investidura del presidente de la Generalitat

### Jordi Turull
El 21 de marzo de 2018, Roger Torrent convocó un pleno de urgencia de investidura del diputado Jordi Turull como presidente de la Generalidad de Cataluña para el día siguiente. El 22 de marzo de 2018, Turull obtuvo en una primera sesión de investidura 64 votos a favor (diputados de JxCAT y ERC; los diputados Carles Puigdemont y Toni Comín, radicados entonces en Bélgica, no podían votar), 4 abstenciones (diputados de la CUP), y los 65 votos en contra de los diputados de Cs, PSC ,Catalunya En Comú-Podem y PP, quedando frustrada la primera sesión de investidura, en la que una mayoría absoluta de votos a favor era requerida.
| Candidato          | Fecha                                                    | Voto |    |    |    |    |   |   |   | Total  |
| ------------------ | -------------------------------------------------------- | ---- | -- | -- | -- | -- | - | - | - | ------ |
| Jordi Turull Negre | 22 de marzo de 2018 Mayoría requerida: Absoluta (68/135) | Sí   |    | 33 | 31 |    |   |   |   | 64/135 |
| Jordi Turull Negre | 22 de marzo de 2018 Mayoría requerida: Absoluta (68/135) | No   | 36 |    |    | 17 | 8 |   | 4 | 65/135 |
| Jordi Turull Negre | 22 de marzo de 2018 Mayoría requerida: Absoluta (68/135) | Abs. |    |    |    |    |   | 4 |   | 4/135  |
| Jordi Turull Negre | 22 de marzo de 2018 Mayoría requerida: Absoluta (68/135) | Aus. |    | 1  | 1  |    |   |   |   | 2/135  |

### Quim Torra
Presentado como nuevo candidato a ser investido presidente de la Generalidad, Quim Torra no obtuvo los votos necesarios en primera votación el 12 de mayo de 2018, totalizando 66 votos a favor de los diputados de JxCat y ERC, 65 votos en contra de Cs, PSC, Comunes y PP y 4 abstenciones de la CUP. El 14 de mayo fue investido President por mayoría simple al obtener los mismos resultados que en la primera votación.
| Candidato     | Fecha                                                   | Voto |    |    |    |    |   |   |   | Total  |
| ------------- | ------------------------------------------------------- | ---- | -- | -- | -- | -- | - | - | - | ------ |
| Joaquim Torra | 12 de mayo de 2018 Mayoría requerida: absoluta (68/135) | Sí   |    | 34 | 32 |    |   |   |   | 66/135 |
| Joaquim Torra | 12 de mayo de 2018 Mayoría requerida: absoluta (68/135) | No   | 36 |    |    | 17 | 8 |   | 4 | 65/135 |
| Joaquim Torra | 12 de mayo de 2018 Mayoría requerida: absoluta (68/135) | Abs. |    |    |    |    |   | 4 |   | 4/135  |
| Joaquim Torra |                                                         |      |    |    |    |    |   |   |   |        |
| Joaquim Torra | 14 de mayo de 2018 Mayoría requerida: Simple            | Sí   |    | 34 | 32 |    |   |   |   | 66/135 |
| Joaquim Torra | 14 de mayo de 2018 Mayoría requerida: Simple            | No   | 36 |    |    | 17 | 8 |   | 4 | 65/135 |
| Joaquim Torra | 14 de mayo de 2018 Mayoría requerida: Simple            | Abs. |    |    |    |    |   | 4 |   | 4/135  |

El 4 de mayo el Parlamento designó a los siguientes senadores: Francesc Xavier Alegre y Lorena Roldán (Cs), Josep Lluís Cleries y Marta Pascal (JxCAT), Mirella Cortès y Bernat Picornell (ERC), José Montilla (PSC-Units) y Sara Vilà (CatECP). Alegre, Cleries, Cortés, Picornell y Montilla repitieron en el cargo.

## Moción de censura
| Candidata y Proponente | Fecha                                                     | Voto |    |    |    |    |   |   |   | Total  |
| ---------------------- | --------------------------------------------------------- | ---- | -- | -- | -- | -- | - | - | - | ------ |
| Lorena Roldán          | 7 de octubre de 2019 Mayoría requerida: absoluta (68/135) | Sí   | 36 |    |    |    |   |   | 4 | 40/135 |
| Lorena Roldán          | 7 de octubre de 2019 Mayoría requerida: absoluta (68/135) | No   |    | 33 | 31 |    | 8 | 4 |   | 76/135 |
| Lorena Roldán          | 7 de octubre de 2019 Mayoría requerida: absoluta (68/135) | Abs. |    |    |    | 17 |   |   |   | 17/135 |

## Inhabilitación del presidente Quim Torra
El 28 de septiembre de 2020, el Tribunal Supremo confirmó por unanimidad la condena de año y medio de inhabilitación por el delito de desobediencia dictada por el Tribunal Superior de Justicia de Cataluña el año pasado, por el hecho de desobedecer a la Junta Electoral Central al no retirar en el plazo establecido una pancarta de apoyo a los políticos presos y un lazo amarillo en período electoral en el Palacio de la Generalitat durante las pasadas elecciones generales del 28 de abril. Esto supone el fin de la legislatura y a su vez la celebración de unas nuevas elecciones previstas para el domingo 14 de febrero de 2021 ante la imposibilidad de investir a un nuevo presidente.